# Ян ван Стенберген
Ян ван Стенберген (нід. Jan van Steenbergen; нар. 3 червня 1970, Горн, Нідерланди) — нідерландський мовознавець, перекладач, журналіст, творець штучних мов міжслов'янської і венедик. З 2017 року, спільно з Войтєхом Мерункою, є співавтором міжслов'янської мови.

## Біографія
Він народився 3 червня 1970 року в Горні, де провів більшу частину дитинства і навчався в школі. У 1988 році став студентом Амстердамського університету зі спеціальностей славістика та музикознавство. Він проживав в Польщі, де навчався в Варшавському університеті і працював на фестивалі сучасної музики «Варшавська осінь». З 1997 року є перекладачем з польського на нідерландський.
У 1996 році він почав працювати над вигаданою північнослов’янською мовою «vuozgašchai», в 2002 році над лінгвопроєктом «венедик», який представляє альтернативно-історичну реконструкцію того, як розвивалася б польська мова на базі народної латини, якби історія пішла іншим шляхом. У 2006 році став одним з піонерів всеслов'янського лінгвопроєкту «словянськи», а також координатором проєкту зі створення електронного міжслов'янського словника. 12 листопада 2013 року Стенберген був нагороджений медаллю Йосифа Добровського за «внесок в слов'янську культуру і науку».
Стенберген проживає в містах Еймейден і Опочні. Одружений на польці, має трьох дітей.